# Jan Prokop Hartmann z Klarštejna
Jan Prokop Hartmann z Klarštejna (německy Johann Prokop Hartmann von Klarenstein; 21. prosince 1760 Praha – 2. dubna 1850 Praha) byl česko-rakouský šlechtic, hrabě, důstojník císařské armády působící jako vysoký státní úředník, mj. policejní ředitel Královského hlavního města Prahy či nejvyšší maršálek Království českého. Roku 1818 se stal jedním ze spoluzakladatelů Musea českých zemí.

## Život

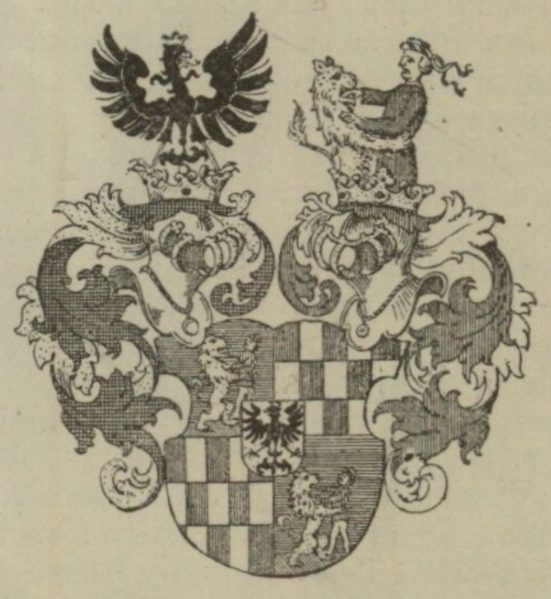
Erb Hartmannů z Klarštejna

Narodil se v Praze do rodiny Jana Josefa Filipa Hartmanna z Klarenštejna (1734–1767), c. k. komořího a přísedícího zemského soudu v Praze, a Marie Anny Hartmann, roz. Kolovrat-Krakovské (1742–1808). Získal dobré vzdělání a poté sloužil v armádě, dosáhl hodnosti plukovníka. Pokračoval v kariéře státního úředníka, postupně zastával úřady komořího, tajného a dvorního rady. Po otci zdědil panství a zámek Sukorady, od roku 1786 byl majitelem zámku Zvíkovec a přilehlých statků, přičemž nechal zdejší zámek přestavět a zvětšit, roku 1795 pak zakoupil Drahenice. Od roku 1806 působil jako pražský policejní ředitel, roku 1813 byl pak jmenován administrátorem komorních statků. V letech 1831–1832 pak zastával funkci nejvyššího maršálka Českého království,[zdroj?] v týž letech zastával úřad českého nejvyššího zemského komorníka.[zdroj?] Vlastnil rovněž majetky na Prácheňsku, Berounsku a Čáslavsku.
Byl nadšeným přírodovědcem a odborníkem v oblasti zemědělství. Od 90. let 18. století se angažoval v české Pomologické společnosti, roku 1820 se stal předsedou Spolku přátel pěstování ovoce. Zabýval se výzkumem pěstování plodin a mj. možnostmi hnojení (popelem, vápnem, sádrou či rybničním bahnem). Rovněž shromáždil nemalou sbírku nerostů, herbářů a dalších přirodovědných vzorků.
Jakožto český vlastenec se zapojil do snahy vedené Kašparem ze Šternberka o založení českého národního muzejního institutu. Byl členem přípravné komise k založení muzea, spolu s ním a Kašparem Šternberkem zde zasedal také Jiří hrabě Buquoy, Josef Dobrovský, František Josef Gerstner, František Josef z Klebelsbergu a František hrabě Šternberk. K jeho založení instituce pak došlo 15. dubna 1818 v Praze, Jan Prokop Hartmann se stal jedním ze zakládajících členů, zároveň muzeu věnoval vedle finančního obnosu také velkou část svých mineralogických a botanických sbírek. Rovněž se angažoval mj. ve Vlastenecko-hospodářské společnosti.

### Úmrtí
Jan Prokop Hartmann z Klarštejna zemřel 2. dubna 1850 v Praze ve věku 89 let.

### Rodinný život
Byl dvakrát ženat. Jeho první ženou byla od roku 1782 hraběnka Marie Viktorie z Kounic (1751–1796), spolu počali pět dětí. Po její smrti se oženil s hraběnkou Aloisií, rozenou Saint Julien-Walsee (1763–1862). Starší syn Filip (1786–1839) byl c. k. komořím a guberniálním radou, mladší syn Prokop (1787–1868) sloužil v armádě a dosáhl hodnosti polního zbrojmistra.